# Bronzeadler
Der Bronzeadler (russisch Бронзовая птица/ Bronsowaja ptiza) ist ein russischer Jugendroman von Anatoli Rybakow aus dem Jahr 1956. Auf Deutsch erschien er 1959 im Verlag Neues Leben in Berlin in der Reihe "Spannend erzählt" mit Illustrationen von Erhard Schreier.
Das Buch erschien auch unter dem Namen "Der Bronzevogel", welcher der wörtlichen Übersetzung entspricht.

## Inhalt
Am Anfang der zwanziger Jahre hat in einem Dorf in der Nähe von Moskau eine Komsomol-Gruppe ein Sommerlager aufgebaut, um in dem Dorf, das noch von Traditionen bestimmt wird, eine eigenständige Pionierorganisation aufzubauen und den Dorfkindern Unterricht zu geben. Ihre Zelte stehen auf dem Grundstück eines verfallenden Gutshauses, dessen Besitzer vor der Revolution geflohen sind. Das Haus wird nur noch von einer düsteren Frau, die als Gräfin bezeichnet wird, bewohnt. Sie bewacht das Haus und vertreibt jeden mit einer Bescheinigung, die besagt, dass das Haus unter Denkmalschutz stünde. Auch die Kinder würde sie am liebsten vom Grundstück haben.
Der Roman beginnt mit Genka und Slawa, die gegenüber der Bootsstation vom Dorf auf ihren Lagerleiter warten, weil sie ihm gestehen müssen, dass während seiner Abwesenheit zwei Jungen aus dem Lager ausgerissen sind. Doch statt des Lagerleiters kommt nur ihr Freund Mischa, der provisorisch zum neuen Leiter ernannt wurde. Mischa sieht diesen unerfreulichen Anfang seiner Leitertätigkeit als ein schlechtes Omen. Da er genauso alt ist wie seine Freunde, hat er Angst, von ihnen nicht respektiert zu werden.
Die Kinder machen sich noch einmal auf die Suche nach den Ausreißern, dabei erfahren sie, dass ein Floß abhandengekommen ist, und glauben deshalb, dass Igor und Sewa den Fluss entlang gefahren sind. Bevor sie ihnen folgen können, wird auf der Chalsanwiese in der Nähe des Dorfes Kusmin ermordet. Angeklagt wird Nikolai, ein junger Kommunist, der den Kindern schon oft geholfen hat. Sie können nicht glauben, dass Nikolai den Mord wirklich begangen hat. Sein jüngerer Bruder Hopfenstange gehört ebenfalls zu den Freunden der Kinder. Da sie bei der Verfolgung der Ausreißer jemanden brauchen, der die Umgebung genau kennt, überreden sie Hopfenstange, sie zu begleiten, da sie auch an der Chalsanwiese vorbeikommen würden und vielleicht eine Spur der wahren Mörder finden könnten.
Als sie am nächsten Morgen sehr früh mit einem geliehenen Boot losfahren wollen, sehen sie, dass an der Bootsstation merkwürdige Dinge vorgehen. Der Kulak Jerofejew, sein Sohn und die Gräfin haben sich vereint, um dem Bootsmann Dmitri Petrowitsch geheimnisvolle Säcke zu geben, die er mit seinem Boot fortschafft. Die Kinder nehmen nun die Verfolgung auf. An einem Wald in der Nähe der Chalsanwiese hält der Bootsmann, und nach einem Signal erscheinen aus dem Wald zwei Männer, die die Säcke entgegennehmen. Der Bootsmann rudert nun zurück und trifft dabei auf die Kinder, die so tun, als hätten sie nichts gesehen. Trotzdem versucht er sie aufzuhalten, wird aber von den Kindern überwältigt.
Für die Kinder ist klar, dass die Männer im Wald etwas mit dem Mord zu tun haben, doch müssen sie zuerst ihre Ausreißer wieder einfangen. Sie finden zwar das Floß, doch sind Igor und Sewa offensichtlich mit einem Boot weitergefahren. In einer Stadt finden sie endlich die beiden, doch müssen sie feststellen, dass sie verhaftet wurden, da ihr Boot das des ermordeten Kusmin gewesen ist. Sie hatten das Boot an einem Ufer gefunden und einfach genommen, ohne zu wissen, worum es sich handelte.
Als alle in das Lager zurückgekehrt sind, beschließen sie, heimlich in den Wald zu gehen, um nach den Männern dort zu suchen. Sie brauchen dafür wieder Hopfenstange, der sich ja in der Umgebung bestens auskennt, denn damit es wirklich geheim bleibt, wollen sie mitten in der Nacht aufbrechen. Doch Hopfenstange weigert sich, denn er ist abergläubisch und im Wald gibt es eine Stelle am Moor, den Golyginsker Knüppeldamm, an dem es spuken soll. Auf dem Damm erscheine in der Nacht ein alter Graf, der an dieser Stelle geköpft und verscharrt wurde.
Schließlich können die Kinder Hopfenstange doch noch überzeugen, und sie brechen trotz aller Angst auf. Im Wald angekommen scheint es zunächst wirklich so, als ob es spuken würde, denn sie hören merkwürdige Geräusche, die aus der Erde herauszukommen scheinen. Doch endlich merken sie, dass diese Geräusche von den geheimnisvollen Männern stammen. Sie graben im Wald tiefe Löcher, auf der Suche nach irgendetwas.
Es ist klar, es geht um einen Schatz. Schlüsselpunkt ist dabei das Museum in der nahen Kreisstadt, wo die Inneneinrichtung des Gutshauses inzwischen ausgestellt ist. Dort befindet sich ein bronzener Adler, der, wie die Jungen herausfinden, als Geheimversteck für Botschaften der Gräfin zu einem Fremden dient.
Genau so ein Bronzeadler befindet sich auch an der Fassade des Gutshauses. Warum kann nicht auch dort ein Geheimversteck sein? Die Kinder wollen das herausfinden und als die Gräfin wieder einmal zur Stadt gefahren ist, entdecken sie in dem Bronzeadler wirklich eine Skizze mit dem Versteck des Schatzes.
Doch bevor sie sich auf die Suche begeben, müssen sie erfahren, dass es sich hier um kein Geheimnis mehr handelt, sondern dass das ganze Dorf diese Skizze kennt. Die ganze "geheime" Stelle am Waldrand wurde schon mehrmals umgegraben. Die Männer im Wald scheinen die letzten zu sein, die immer noch nicht aufgegeben haben. Offensichtlich ist die Skizze also falsch. Doch dann finden die Kinder den Schlüssel zur Lösung, aber ist es nicht schon zu spät? Denn auch der geheimnisvolle Fremde aus der Kreisstadt hat sich in das Dorf begeben.
Der Roman ist getragen vom Enthusiasmus der frühen sowjetischen Aufbaujahre. Trotz der Verelendung glauben die Kinder an die kommunistische Zukunft und wollen helfen, diese aufzubauen. Gerade aber, dass die Probleme nicht verschwiegen werden und etwa mit Serow auch korrupte Funktionäre angeprangert werden, macht den Roman trotzdem lesenswert und nicht ganz so einseitig wie andere sowjetische Romane aus der Zeit.

## Personen
- Genka – zumeist vorlaut und besserwisserisch
- Slawa – ruhig und überlegend
- Mischa Poljakow – wird zum Lagerleiter ernannt
- Sina Kruglowa – eine Gruppenleiterin im Lager
- Igor – einer der Ausreißer
- Sewa – der zweite Ausreißer
- Borka Baranow (Bjaschka) – der Wahrheitsliebende
- Filja Kitow (Kit) – denkt immer ans Essen
- Nadia Nekrassow
- Wera Nekrassow
- Jurka Palizyn
- Saschka Guban
- Natascha Boizowa
- Lara

- Waska Rybalin (Hopfenstange) – obwohl aus dem Dorf hat er enge Verbindungen zu den Komsomolzen
- Nikolai Rybalin – der Bruder Hopfenstanges, der des Mordes angeklagt wird
- Kusmin – ehemaliger Forstbeamter, wird ermordet
- Fliege – Dorfjunge
- Senka Jerofejew – Kulakensohn
- Akimka – Freund Senkas
- Maria Iwanowna – Mutter von Nikolai und Hopfenstange
- Kondrati Stepanowitsch – Anarchistenkünstler
- Sofia Pawlowna – Gräfin genannt, passt auf das Gutshaus auf
- Jerofejew – größter Kulak im Dorf, Vater von Senka
- Dmitri Petrowitsch – Bootsmann
- Iwan Wassiljewitsch (Wanjuschka) – Vorsitzender des Dorfsowjets
- Korowin – Junge aus Kinderheim in Moskau
- Boris Sergejewitsch – Leiter des Kinderheims
- Serow – Beamter